# Ruta Provincial 4 (Santa Fe)
La Ruta Provincial 4 es una carretera pavimentada de 100 km de jurisdicción provincial que atraviesa transversalmente la Provincia de Santa Fe, República Argentina.
Está ubicada en el centro de la provincia.
Comienza en el cruce con la RP 2 al norte de la ciudad de Laguna Paiva y finaliza en el cruce con la Ruta Provincial 4, al oeste de la localidad de Manucho.
Esta ruta cruza el Río Salado y el Río San Antonio, en el departamento Las Colonias.

## Localidades
Las ciudades y pueblos por los que pasa esta ruta de este a oeste son las siguientes (los pueblos con menos de 5000 habitantes figuran en itálica).

### Provincia de Santa Fe
- Departamento La Capital: Laguna Paiva (km 0), Nelson (km ).
- Departamento Las Colonias: Cululu (km ), Santo Domingo (km ), María Luisa (km ), La Pelada (km ), Elisa (km ).
- Departamento San Cristóbal: San Cristóbal (km ).

- Datos: Q56316293